# Романовичи (Дятловский район)
Рома́новичи (бел. Раманавічы) — деревня в Поречском сельсовете Дятловского района Гродненской области Белоруссии. По переписи населения 2009 года в Романовичах проживало 55 человек.

## География
Романовичи расположены в 14 км к северо-западу от Дятлово, 142 км от Гродно, 26 км от железнодорожной станции Новоельня.

## История
В 1880 году Романовичи — деревня в Пацевской волости Слонимского уезда Гродненской губернии (75 жителей).
Согласно переписи населения 1897 года в Романовичах насчитывалось 17 домов, проживало 84 человека. В 1905 году — 97 жителей.
В 1921—1939 годах Романовичи находились в составе межвоенной Польской Республики. В 1923 году в Романовичах насчитывалось 22 хозяйства, проживало 126 человек. В сентябре 1939 года Романовичи вошли в состав БССР.
В 1996 году Романовичи входили в состав колхоза «Поречье». В деревне насчитывалось 39 хозяйств, проживало 75 человек.